# باتوري (عائلة)
عائلة باتوري (بالمجرية: Báthory család) عائلة نبيلة مجرية من أصل ألماني، كانت لها نفوذ في أوروبا الوسطى بين عامي 1480 و1680. من أشهر شخصياتها الكونتيسة إليزابيث باتوري. كما تتواجد عائلة باتوري (batouri) بالجزائر (بني ميلك تيبازة) المنتسبة للجد المدعو بعتوش وهناك عائلة مغتربة في فرنسا.